# 库车蓼
库车蓼（学名：Polygonum popovii）为蓼科蓼属下的一个种。

## 扩展阅读
- 維基物種上的相關：库车蓼